# Knabe mit Schwan (Gliwice)

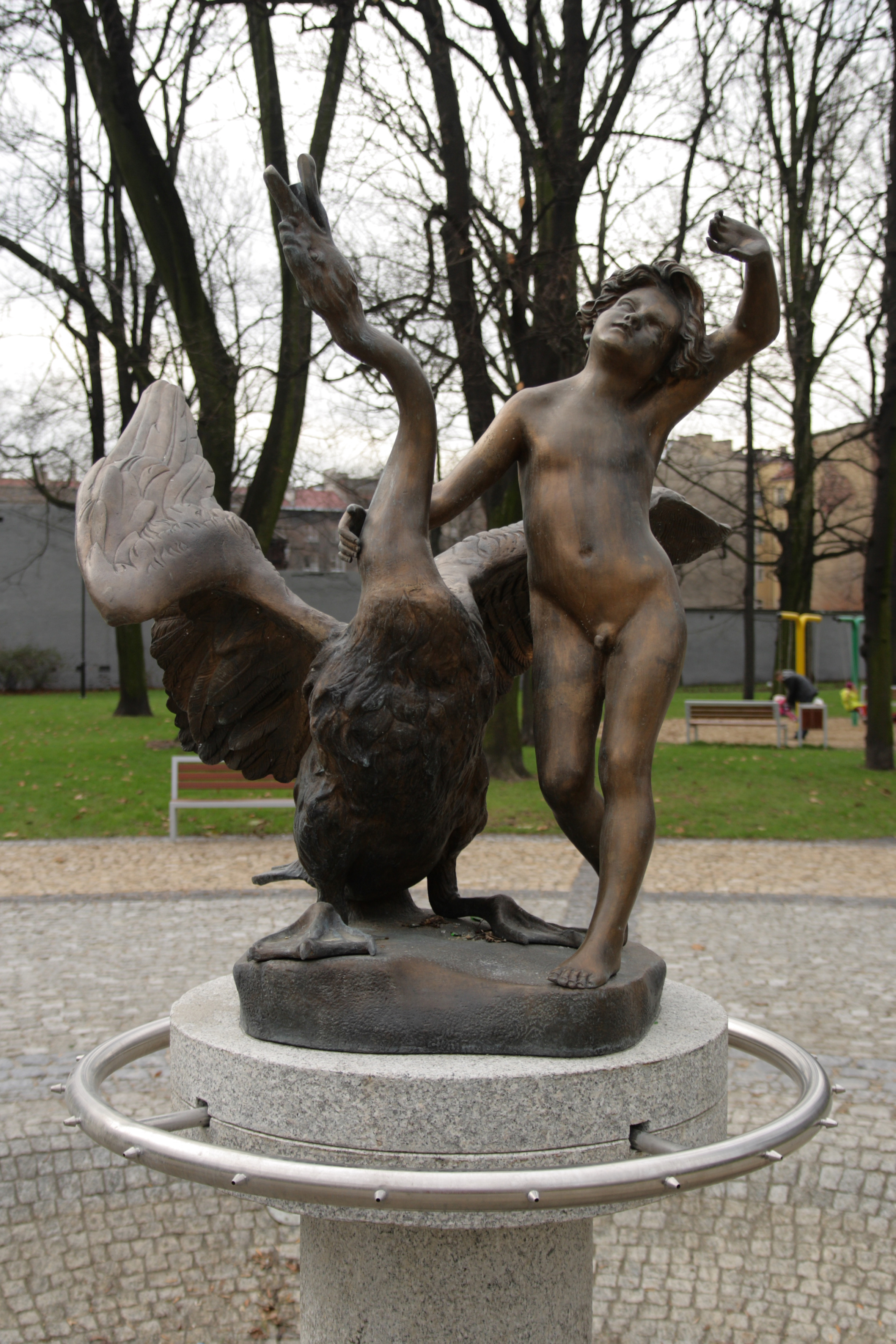
Knabe mit Schwan

Der Knabe mit Schwan ist eine Skulptur in Gliwice (deutsch: Gleiwitz).

## Beschreibung
Die Skulptur in Gliwice ist eine Replik der bekannten Skulptur von Theodor Kalide und ist als Brunnenfigur in einen Brunnen integriert. Die Figur wurde aus Bronze hergestellt und wiegt 80 Kilogramm. Sie befindet sich auf der Grünanlage „Dessau“ an der ul. Jana Pawła II in der Innenstadt von Gliwice, unweit der Peter-Paul-Kirche.
Sie stellt einen Jungen mit Schwan dar, der mit einer Hand den Hals des Schwans umfasst und sich mit der linken Hand vor der Sonne schützt.

## Geschichte
Die erste Figur war eine Leihgabe, die 2005 zurückgegeben werden musste. Daraufhin wurde eine neue Kopie angefertigt die ab 2006 in der Grünanlage aufgestellt wurde. In der Nacht vom 26. auf den 27. Mai 2010 wurde die Skulptur mit dem Sockel umgeworfen und ein Teil der Skulptur beschädigt und gestohlen. Der verbliebene Teil wurde dann eingelagert. Bei dem gestohlenen Teil handelte es sich um die Jungenfigur, die von den Räubern anschließend in 18 Teile zersägt wurde. Wegen der starken Beschädigung musste eine neue Kopie angefertigt werden. Am 4. Oktober 2010 wurde die neue Kopie aufgestellt.